# Aeroportul Sheldon Point
Aeroportul Sheldon Point (IATA: SXP, FAA LID: SXP) este un aeroport din Nunam Iqua⁠(d), Kusilvak Census Area⁠(d), Unorganized Borough, Alaska, Alaska, Statele Unite ale Americii. Aeroportul a fost tranzitat în 2019 de 2.468 de pasageri.
Situat la o altitudine de 4 m, aeroportul dispune de 1 pistă.

## Infrastructură

### Piste
Aeroportul dispune de o singură pistă. Pista 01/19 are suprafața de pietriș și dimensiunile 3.015 picioare × 60 picioare. 